# Prosegur
Prosegur est une entreprise multinationale espagnole de sécurité privée avec plus de 155 000 employées. Implantée dans 4 continents (Europe, Amérique latine, Asie et Océanie), elle a des activités dans la sécurité humaine, le transport de fonds ainsi que la surveillance électronique et la télésurveillance.

## Histoire[2]
La société fut créée en 1976 par Herberto Gut en tant que société de sécurité privée. Elle était l'une des premières dans ce domaine en Espagne.
En 1980, Prosegur ouvre sa première succursale étrangère au Portugal, donnant le coup d'envoi à une expansion internationale axée sur l'Amérique du Sud et l'Europe latine.
En 1987, Prosegur devient la première société de sécurité cotée en bourse en Espagne.
Après de nombreuses et multiples acquisitions de sociétés (sécurité humaine, transport de fonds, systèmes d'alarmes, etc.), Prosegur devient l'un des leaders internationaux du secteur. Puis plus tard il s'installe en France.

## Activités
La société Prosegur développe une forte part de son activité dans le transport et le traitement des fonds et valeurs (collecte, convoyage, maintenance des équipements). Elle a aussi de larges part (en fonction des pays) dans les secteurs de la sécurité humaine ainsi que de la télésurveillance (développement, conception et commercialisation d'alarmes, gestion et interventions, etc.)

## Fondation Prosegur
Prosegur a mis sur pieds une fondation (la Fondation Prosegur) dont le but est de développer des activités liées à l'éducation, l'accès à un logement décent, la santé et l'accès à la formation professionnelle pour les personnes déficientes dans les pays où elle est implantée.